# Kaňovice u Luhačovic
Kaňovice (deutsch Kanowitz, früher Kaniowitz) ist eine Gemeinde in Tschechien. Sie liegt zehn Kilometer nordöstlich von Uherský Brod und gehört zum Okres Zlín. Seit 1994 ist ein Teil des Dorfes mit wertvoller Bausubstanz bäuerlicher Lebensweise als ländliches Denkmalschutzgebiet geschützt.

## Geographie
Kaňovice befindet sich im Südwesten des Wisowitzer Berglandes. Das Dorf liegt im Tal des Baches Kaňovický potok an der Einmündung eines kleinen Zuflusses. Nördlich erhebt sich die Kamenná (483 m), im Südosten der Kopec (337 m), südlich der Březí (376 m) sowie im Nordwesten der Za Dvorem (410 m) und der Doubí (429 m).
Nachbarorte sind Hřivínův Újezd, Vrchy und Březůvky im Norden, Na Lysé und Ve Stráních im Nordosten, Ludkovice und Horní Dvůr im Osten, Luhačovice im Südosten, Biskupice und Maršov im Süden, Seče und Dobrkovice im Südwesten, Velký Ořechov im Westen sowie Zlámanec, Paseky und Doubí im Nordwesten.

## Geschichte
Archäologische Funde belegen eine frühzeitliche Besiedlung des Gemeindegebietes. Beim Bau der Straße nach Hřivínův Újezd wurde zu Beginn des 20. Jahrhunderts ein prähistorischer Ofen freigelegt. Außerdem wurden auf den gesamten Fluren des Dorfes Gegenstände aus Bronze aufgefunden. Die im Jahre 1910 aufgefundenen Aschengruben und größeren Keramikscherben konnten nicht ausgewertet werden, da sie von den Grundbesitzern aus Unkenntnis verfüllt bzw. vernichtet wurden.
Die erste schriftliche Erwähnung des hälftig Macek und Kačna von Kaňovice gehörigen Gutes Canouicz erfolgte 1362. Zwischen 1376 und 1378 war Macek von Kaňovice, der sich auch von Kaňovec nannte, alleiniger Besitzer des Gutes. 1381 gehörte das Gut Kanouicz neben Zlín, Světlov und Lukov zu den Besitzungen der Herren von Sternberg. 1407 wurde der Ort als Kanyowicz bezeichnet. Nachfolgende Besitzer des Gutes Kaniowicze waren ab 1466 Jirschik Orzechowsky von Honbitz, ab 1499 Onšík Kužel von Bélkovice auf Bílovice, ab 1600 anteilig die Janauer von Strachnow auf Nedachlebice und die Herren von Bardodej sowie ab 1603 das Geschlecht Birstein von Bojišov. Eine Kirche und ein Pfarrer in Kaniowicze sind seit 1493 belegt. Benedict Palastaj von Kasejov auf Slavičín und seine Frau Elisabeth von Zayer, die das Gut seit 1617 besaßen, wurden nach der Schlacht am Weißen Berg enteignet und Kaniowicze an Karl von Liechtenstein verkauft. Dessen Erben verkauften das Gut 1629 an Franz Graf Serényi de Kis Sereni. Die Kirche erlosch wahrscheinlich während des Dreißigjährigen Krieges. und das Dorf wurde danach zu Ořechov zugepfarrt. Seit 1718 war der Ortsname Kaniowitz gebräuchlich. Bis zur Mitte des 19. Jahrhunderts blieb das Gut den Grafen Serényi auf Luhačovice untertänig.
Nach der Aufhebung der Patrimonialherrschaften bildete Kaňowice ab 1850 eine Gemeinde in der Bezirkshauptmannschaft und dem Gerichtsbezirk Uherský Brod. Seit 1872 wird der Ort als Kaňovice bezeichnet. Im Jahre 1902 wurde in Kaňovice eine einklassige Dorfschule eingerichtet. 1942 wurde an der Stelle des alten Friedhofs eine hölzerne Kapelle aufgebaut, die zuvor im Garten von Marie Čižmářová in Březůvky gestanden war. Ihre Weihe erfolgte am 14. November 1943. Im Jahre 1946 wurde das Dorf elektrifiziert. Nach dem Zweiten Weltkrieg erwies sich die Holzkapelle als zu klein und ab 1951 erfolgte der Bau einer größeren, gemauerten Kapelle. Ab 1960 gehörte die Gemeinde zum Okres Gottwaldov, der nach der politischen Wende seit 1990 wieder den Namen Okres Zlín trägt. Die Grundschule wurde 1975 geschlossen und in ihrem Gebäude nach einer Rekonstruktion 1976 ein Kindergarten eröffnet. Zwischen 1976 und 1991 war Kaňovice mit Hřivínův Újezd zu einer Gemeinde Hřivínův Újezd-Kaňovice zusammengeschlossen. In einem Referendum entschieden sich die Einwohner von Kaňovice 1991 für die Eigenständigkeit.

## Ortsgliederung
Für die Gemeinde Kaňovice sind keine Ortsteile ausgewiesen. Zu Kaňovice gehört die Ansiedlung Seče.

## Sehenswürdigkeiten
- Kapelle Mariahilf, erbaut 1951–1952
- Bauernhof Nr. 16, der Lehm-Holz-Bau entstand 1788. Nach dem Tode von Alois Duda fiel das Objekt an den Staat und diente Erholungszwecken. Wegen des fortschreitenden Verfalls des Kulturdenkmals erwarb die Gemeinde im Jahre 2005 das Gehöft. Zwischen 2006 und 2009 erfolgten in mehreren Etappen Rekonstruktionsarbeiten.
- Obstdarre und mehrere historische Speicher und Kammern